# Philip Seymour Hoffman
Philip Seymour Hoffman (Fairport, Nova York, 23 de juliol de 1967 - 2 de febrer de 2014) va ser un actor estatunidenc, guanyador de l'Oscar al millor actor pel paper protagonista de la pel·lícula Capote. Va saltar a la fama als anys 90 com un dels secundaris favorits del cinema nord-americà, especialment del més independent.

## Biografia
Va entrar a cursos de teatre a l'institut, després a la New York University Tisch School of the Arts i va obtenir finalment un Bachelor of Fine Arts en expressió teatral el 1989. Va començar al cinema amb la pel·lícula Triple Bogey on a Par Five Hole (1991), sota el nom de Phil Hoffman, però el seu primer paper important li van donar l'any següent a My New Gun.
El paper de Scotty J, a la pel·lícula Boogie Nights, el 1997 el va fer conèixer pel gran públic. Al teatre, ha rebut dos nominacions per al Tony Award com a millor actor el 2000 per a "True West" i millor actor el 2003 per a "Lond Day's Journey Into Night".
El personatge de Truman Capote que interpreta al biopic de l'escriptor li valgué el premi de la crítica de Los Angeles el 2005 i l'Oscar al millor actor el 2006.
El 2009, Hoffman encarna el Comte en la comèdia Good Morning England de Richard Curtis, on interpreta un personatge excèntric i egocèntric dels anys del rock'n'roll, al costat de Rhys Ifans i Bill Nighy.
Vivia amb Mimi O'Donnell, amb qui tenia 3 fills: Cooper Alexander nascut el març de 2003, Tallulah nascuda el novembre de 2006 i Willa nascuda l'octubre de 2008. El 2 de febrer de 2014 va aparèixer mort al seu apartament de Nova York d'una sobredosi. L'actor havia admès l'any 2006 que en el passat, després de graduar-se a l'Escola Dramàtica de la Universitat de Nova York, va abusar de les drogues i l'alcohol. El 2013 va revelar que s'havia sotmès a rehabilitació després de patir una recaiguda el 2012.

## Mort
El 2 de febrer de 2014 va ser trobat mort al seu apartament de Manhattan per una sobredosi de cocaïna barrejada amb heroïna darrere una trucada d'emergència al telèfon 911 realitzada per un amic. Citant una font policial, The New York Times va assenyalar que els investigadors van trobar una xeringa al braç de l'actor i un sobre que contenia el que es creu era heroïna. Després de conèixer-se els fets, la família va publicar una declaració en què assenyalaven estar devastats i agraïen el suport de la gent. «Aquesta és una pèrdua tràgica i sobtada i demanem que respectin la nostra privadesa durant aquest temps de dol. Si us plau, tinguin present Phil en els seus pensaments i oracions», van dir. A la funerària Frank E. Campbell, situada a l'Upper East Side de Nova York, hi van anar molts amics seus com Cate Blanchett, Meryl Streep, Julianne Moore, Joaquin Phoenix, Ethan Hawke, Amy Adams, John C. Reilly, Jake Gyllenhaal, Ben Stiller, Diane Keaton, Michelle Williams, Anna Paquin, Maya Rudolph, Justin Theroux, Ellen Burstyn, Billy Crudup, Marisa Tomei, Josh Hamilton, Paul Thomas Anderson, Laura Linney, Ashley Olsen, Sam Rockwell, Brian Dennehy, Spike Lee, Mike Nichols, Chris Rock, Louis C.K. i Diane Sawyer.Van estar tots ells al funeral amb la família de Hoffman, la seva dona Mimi O’Donell i els seus tres fills, Cooper, de 10 anys, Tallulah, de 7 anys, i Willa, de 5 anys, i més tard Philip Seymour Hoffman va ser incinerat després del funeral, es va revelar que al testament el juliol de 2014, Hoffman havia deixat tota la seva fortuna (aproximadament 35 milions de dòlars) a la seva parella i fills.

## Filmografia
| Any  | Pel·lícula                                              | Paper                       | Notes |
| ---- | ------------------------------------------------------- | --------------------------- | --- |
| 1991 | Triple Bogey on a Par Five Hole                         | Klutch                      | |
| 1992 | Szuler                                                  |                             | |
| 1992 | My New Gun                                              | Chris                       | |
| 1992 | Leap of Faith                                           | Matt                        | |
| 1992 | Scent of a Woman                                        | George Willis, Jr.          | |
| 1993 | Joey Breaker                                            | Wiley McCall                | |
| 1993 | My Boyfriend's Back                                     | Chuck Bronski               | |
| 1993 | Money for Nothing                                       | Cochran                     | |
| 1994 | La fugida (The Getaway)                                 | Frank Hansen                | |
| 1994 | The Yearling                                            | Buck                        | Telefilm |
| 1994 | Quan un home estima una dona (When a Man Loves a Woman) | Gary                        | |
| 1994 | Nobody's Fool                                           | Officer Raymer              | |
| 1995 | The Fifteen Minute Hamlet                               | Bernardo, Horatio & Laertes | |
| 1996 | Hard Eight                                              | jove jugador                | |
| 1996 | Twister                                                 | Dustin "Dusty" Davis        | |
| 1997 | Boogie Nights                                           | Scotty J.                   | |
| 1998 | Culture                                                 | Bill                        | |
| 1998 | Montana                                                 | Duncan                      | |
| 1998 | Next Stop Wonderland                                    | Sean                        | |
| 1998 | El gran Lebowski (The Big Lebowski)                     | Brandt                      | |
| 1998 | Happiness                                               | Allen                       | |
| 1998 | Patch Adams                                             | Mitch Roman                 | |
| 1999 | Sense tares (Flawless)                                  | Rusty Zimmerman             | |
| 1999 | Magnolia                                                | Phil Parma                  | |
| 1999 | L'enginyós senyor Ripley (The Talented Mr. Ripley)      | Freddie Miles               | |
| 2000 | Titanic 2000                                            | Himself                     | |
| 2000 | State and Main                                          | Joseph Turner White         | |
| 2000 | Gairebé famosos (Almost Famous)                         | Lester Bangs                | |
| 2002 | Love Liza                                               | Wilson Joel                 | |
| 2002 | Punch-Drunk Love                                        | Dean Trumbell               | |
| 2002 | Red Dragon                                              | Freddy Lounds               | |
| 2002 | 25th Hour                                               | Jacob Elinsky               | |
| 2003 | Owning Mahowny                                          | Dan Mahowny                 | |
| 2003 | Cold Mountain                                           | Reverend Veasey             | |
| 2004 | Along Came Polly                                        | Sandy Lyle                  | |
| 2005 | Strangers with Candy                                    | Henry, Board Of Education   | |
| 2005 | Empire Falls                                            | Charlie Mayne               | Minisèrie de televisió Nominat — Primetime Emmy al millor actor en minisèrie o telefilm |
| 2005 | Capote                                                  | Truman Capote               | Oscar al millor actor BAFTA al millor actor Globus d'Or al millor actor dramàtic |
| 2006 | Missió: Impossible III (Mission: Impossible III)        | Owen Davian                 | |
| 2007 | Before the Devil Knows You're Dead                      | Andy Hanson                 | |
| 2007 | The Savages                                             | Jon Savage                  | Nominat — Globus d'Or al millor actor musical o còmic |
| 2007 | Charlie Wilson's War                                    | Gust Avrakotos              | Nominat — Oscar al millor actor secundari Nominat — Globus d'Or al millor actor secundari Nominat — BAFTA al millor actor secundari |
| 2008 | Synecdoche, New York                                    | Caden Cotard                | |
| 2008 | Doubt                                                   | Father Brendan Flynn        | Nominat — Oscar al millor actor secundari Nominat — BAFTA al millor actor secundari Nominat — Globus d'Or al millor actor secundari |
| 2009 | Mary and Max                                            | Max Jerry Horovitz          | veu |
| 2009 | The Boat That Rocked                                    | El conte                    | |
| 2009 | The Invention of Lying                                  | Bartender                   | No surt als crèdits |
| 2010 | Jack Goes Boating                                       | Jack                        | Director/ Productor |
| 2011 | Moneyball                                               | Art Howe                    | |
| 2011 | The Ides of March                                       | Paul Zara                   | Nominat — BAFTA al millor actor secundari |
| 2012 | The Master                                              | Lancaster Dodd              | Copa Volpi al millor actor (compartida amb Joaquin Phoenix) Nominat — Oscar al millor actor secundari Nominat — BAFTA al millor actor secundari Nominat — Globus d'Or al millor actor secundari Nominat — Satellite al millor actor secundari |
| 2012 | A Late Quartet                                          | Robert Gelbart              | |
| 2013 | The Hunger Games: Catching Fire                         | Plutarch Heavensbee         | |
| 2014 | A Most Wanted Man                                       | Günther Bachmann            | |
| 2014 | The Hunger Games: Mockingjay – Part 1                   | Plutarch Heavensbee         | |
| 2014 | God's Pocket                                            | Mickey Scarpato             | |
| 2015 | The Hunger Games: Mockingjay – Part 2                   | Plutarch Heavensbee         | |